# Sangalhos
Sangalhos est une paroisse civile portugaise (en portugais : freguesia) de la municipalité d'Anadia dans le district d'Aveiro.

## Géographie
Sangalhos est située entre le centre d'Anadia (Arcos e Mogofores), au sud, et Oliveira do Bairro, au nord.

## Démographie
Lors du recensement de 2021, Sangalhos compte 3 835 habitants.